# Ideopsis libussa
Ideopsis libussa är en fjärilsart som beskrevs av Hans Fruhstorfer 1904. Ideopsis libussa ingår i släktet Ideopsis och familjen praktfjärilar. Inga underarter finns listade i Catalogue of Life.